# Ariocarpus
Ariocarpus là một chi thuộc họ Cactaceae gồm 8 loài phân bố ở vùng cận nhiệt đới. Chi này bị đe dọa và hiếm gặp trong tự nhiên.

## Các loài
- Ariocarpus agavoides
- Ariocarpus bravoanus
- Ariocarpus fissuratus Engelm.
- Ariocarpus furfuraceus Watts.
- Ariocarpus lloydii
- Ariocarpus retusus
- Ariocarpus scapharostrus
- Ariocarpus trigonus Web.
- Ariocarpus kotschoubeyanus (Lem.) K.Schum.
- Ariocarpus scaphirostris Boed.

### Tên đồng nghĩa
- Anhalonium Lem.
- Neogomesia Castañeda
- Neogomezia Buxb. (orth. var.)
- Roseocactus A.Berger
- Stromatocactus Karw. ex Rümpler (không đúng)